# Sierra Leona en los Juegos Paralímpicos de Río de Janeiro 2016
Sierra Leona estuvo representada en los Juegos Paralímpicos de Río de Janeiro 2016 por un deportista masculino. El equipo paralímpico sierraleonés no obtuvo ninguna medalla en estos Juegos.